# Ten Years After (1967)
Ten Years After è il primo album del gruppo inglese Ten Years After ed è stato pubblicato nel 1967.

## Tracce
1. I Want to Know (Mc Leod) - 2:11
2. I Can't Keep from Crying, Sometimes (Kooper) - 5:24
3. Adventures of a Young Organ (Lee, Churchill) - 2:34
4. Spoonful (Willie Dixon) - 6:05
5. Losing the Dogs (Lee, Dudgeon) - 3:03
6. Feel It for Me (Lee) - 2:40
7. Love Until I Die (Lee) - 2:06
8. Don't Want You, Woman (Lee) - 2:37
9. Help Me - (Ralphbasso, Dixon, Williamson) - 9:51

## Musicisti
- Alvin Lee - chitarra, voce
- Leo Lyons - basso elettrico
- Ric Lee - batteria
- Chick Churchill - organo